# Альфавіцький Іван Михайлович
Іван Михайлович Альфавіцький (псевдо: «Прикрий»; нар. ?, с. Бринці-Церковні, нині Жидачівський район, Львівська область — ?) — український військовик, старший булавний УПА, Лицар Бронзового хреста бойової заслуги.

## Життєпис
Керівник Бібрецького районного проводу ОУН (?). Подальша доля не встановлена. За припущенням односельців І. Альфавіцький у кінці 1940-х років, з дозволу вищого керівництва підпілля, легалізувався та проживав під чужим прізвищем.

## Звання
- Стрілець (?);
- Старший вістун (31.08.1946);
- Старший булавний (28.03.1947).

## Нагороди
- Згідно з Наказом військового штабу воєнної округи 2 «Буг» ч. 1/47 від 1.07.1947 р. старший булавний УПА Іван Альфавіцький — «Прикрий» відзначений Бронзовим хрестом бойової заслуги УПА.

## Вшанування пам'яті
- 20.05.2018 р. від імені Координаційної ради з вшанування пам'яті нагороджених Лицарів ОУН і УПА у м. Жидачів Львівської обл. Бронзовий хрестом бойової заслуги УПА (№ 063) переданий Мар'яну Наконечному, племіннику Івана Альфавіцького — «Прикрого»[1].